# Eucithara perhumerata
Eucithara perhumerata é uma espécie de gastrópode do gênero Eucithara, pertencente à família Mangeliidae.